# アニー・コネツニ
アニー・コネツニ（Anny Konetzni, 1902年2月12日 - 1968年9月6日）は、オーストリア出身のソプラノ歌手。。妹ヒルデもソプラノ歌手である。
ウンガリッシュ・ヴァイスキルヘン（現セルビア・ヴォイヴォディナ自治州ベラ・ツルクバ）の生まれ。新ウィーン音楽院でエリク・シュメーデスに声楽を師事し、ベルリンでジャック・シュテュックゴルトの薫陶も受けた。1923年からウィーン・フォルクスオーパーの合唱団人として就職し、1925年にフォルクスオーパーでリヒャルト・ワーグナーの《リエンツィ》の上演でアドリアーノ役でオペラ・デビューを飾った。1931年から1936年までベルリン国立歌劇場で活躍し、1933年からはウィーン国立歌劇場の舞台にも立ち、1934年から1935年までメトロポリタン歌劇場でも歌って名声を確立した。1935年から1939年までコヴェントガーデン王立歌劇場でも歌った。戦後はザルツブルクやミラノ・スカラ座にも出演し、ウィーン音楽院でも教鞭を執ったが、1957年に病を得て引退した。
ウィーンにて没。

## 出演オペラ
- 『ジークフリート』ブリュンヒルデ[3]
- 『ワルキューレ』ブリュンヒルデ[4]
- 『タンホイザー』ヴェーヌス[5]
- 『ローエングリン』オルトルート[6]
- 『トリスタンとイゾルデ』イゾルデ[7]
- 『ばらの騎士』元帥夫人[8]
- 『ナクソス島のアリアドネ』プリマドンナ/アリアドネ[9]
- 『アフリカの女』セリカ[10]
- 『フィデリオ』レオノーレ[11]
- 『低地』マルタ[12]
- 『カヴァレリア・ルスティカーナ』サントゥッツァ[13]
- 『仮面舞踏会』アメーリア[14]
- 『パルジファル』クンドリ[15]
- 『イル・トロヴァトーレ』レオノーラ[16]
- 『影のない女』染物師の妻[17]
- 『さまよえるオランダ人』ゼンタ[18]
- 『イドメネオ』イズメーネ[19]
- 『ドン・カルロ』エボリ公女[20]
- 『エレクトラ』エレクトラ[21]